# 지자총통
지자총통(地字銃筒)이란 조선시대 대형 총통 중에서 두 번째로 큰 총통이다. 조선시대 총통의 이름은 그 크기 순서에 따라서 천자문의 순서에 따라서 천·지·현·황 등의 이름을 붙였다.

## 개요
지자총통은 최무선이 고려말에 대형 총통을 만들 때에도 존재하였던 것으로 추측된다. 조선 전기의 총통에 관한 기록인 국조오례서례 병기도설의 일총통이 지자총통이 전신이다. 지자총통의 문헌기록은 《신기비결》과 《화포식언해》에 잘 남아 있어 그 일반적인 성격을 알 수 있다.
발사물인 기본적인 형태는 약통·격목통·부리의 세 부분으로 나뉘어 있다. 약통은 글자 그대로 화약을 채우는 부분으로 불심지를 넣은 약선혈이 뚫려져있다. 격목통은 약통 속의 화약 폭발 때 발사물에 작용하는 폭발력을 크게 하는 격목이나 토격을 장치하는 부분으로 약통과 부리 사이에 위치한다. 부리는 발사물인 철환이나 화살을 넣은 곳으로 격목통 앞부분에 위치하는데, 죽절이라 불리는 마디가 등 간격으로 6∼8개정도 둘러져 있다. 이 죽절은 한국 총통만의 특징으로 사격 과정에서 부리의 온도를 냉각시키고 부리의 파열을 방지하기 위한 기능으로 만들어졌다. 이 총통의 발사물은 장군전과 수철연의환으로, 철환은 납을 입힌 무쇠로 만들었다. 화포식언해에 의하면 철환은 토격을 이용하여 200개를 발사하였으며, 장군전은 격목을 이용하여 발사하였는데, 그 사거리는 800보에 이르렀다고 한다. 그 발사는 한국 전통화기의 점화방식인 유통식으로 약선 한 가닥을 부리 안으로 밀어 넣고 절반은 밖으로 내놓은 뒤 부리구멍으로 화약을 재고 격목으로 막은 다음 대장군전을 장치하거나 철환을 토격에 박아서 다진 뒤 약선불을 붙여, 화약의 폭발력을 이용하였다. 형태는 청동제로 포신(砲身)에 9개의 굵은 마디가 있는데 격목통 부위만 쌍조다. 또 손잡이는 상하 부분에 두 개가 조성되어 있다. 포신은 포구 쪽에서 화약을 넣는 약통 쪽으로 갈수록 두툼하게 만들었다. 화포의 전체 길이는 89.5㎝, 포신 길이는 80.5㎝, 포 구경은 10.3㎝이다. 포구와 마디사이에 화포의 명칭과 무게, 제작 연도와 장인 등의 명문이 음각으로 새겨져 있다. 명문 내용은 “지가정 삼십육년 삼월일 김해부도회 감관전책관 이대윤 장인 김연(地嘉靖三十六年三月日金海府都會監官前柵官李大胤匠人金連)”이다. 현재 포신 자체는 별다른 손상이 없으나 포신의 상 하부에 조성되어 있었던 손잡이[擧金] 두 개는 모두 떨어져 나간 상태이다.

## 같이 보기
- 총통
- 천자총통
- 현자총통
- 황자총통

## 참고자료
- 지자총통 (보물 제862호) - 국가유산청 국가유산포털
- 지자총통 (보물 제863호) - 국가유산청 국가유산포털
- 본 문서에는 서울특별시에서 지식공유 프로젝트를 통해 퍼블릭 도메인으로 공개한 저작물을 기초로 작성된 내용이 포함되어 있습니다.